# La Villa de los Santos
La Villa de los Santos è un comune (corregimiento) della Repubblica di Panama situato nel distretto di Los Santos, provincia di Los Santos, di cui è capoluogo. Si estende su una superficie di 72,9 km² e conta una popolazione di 7.991 abitanti (censimento 2010).